# Blasyho chata
Blásyho chata nebo Blásyho chata (polsky Schronisko Blásyego, maďarsky Felkai - tavi menház, německy Blásy-Hütte, Felker-Seehütte) byla první chatou, která stála ve Velické dolině ve Vysokých Tatrách. Postavil ji v roce 1871 na východním břehu Velického plesa Eduard Blasy (1820–1888), zemědělec a turistický nadšenec z Veľké.
Eduard Blasy byl jedním ze zakladatelů Uherského karpatského spolku, stavitelem tatranských vysokohorských chodníků a dal podnět Josefu Szentiványimu k založení osady Štrbské Pleso. Chata, kterou v nadmořské výšce 1670 metrů postavil, měla zpříjemnit pobyt turistům, kteří se vydávali do Velické doliny. Většinu prostředků k výstavbě kamenné chaty vybrali lázeňští hosté ze Starého Smokovce. Chatu v březnu roku 1873 zničila sněhová lavina z Velických Granátů. Po jejím zničení, o pět let později, byla na bezpečnějším místě vybudována Hunfalvyho chata.